# Dolphins FC
Dolphins FC – nigeryjski klub piłkarski z siedzibą w mieście Port Harcourt, działający w latach 1988–2016, grający w niegdyś pierwszej lidze.

## Historia
W 2000 roku zmieniono nazwę zespołu z Eagle Cement na Dolphins FC. Największe sukcesy kluby to trzykrotnie wywalczenie tytułu mistrza Nigerii w latach 1997, 2004 i 2011. W 2005 roku klub brał udział w Afrykańskim Pucharze Konfederacji. Doszedł do finału, w którym przegrał z marokańskim FAR Rabat 0:3.

## Sukcesy
- I liga[1]:
  - mistrzostwo (3): 1997, 2004, 2011.

- Puchar Nigerii[2]:
  - zwycięzca (3): 2001, 2004, 2006, 2007.

- II liga[3]:
  - mistrzostwo (3): 1994, 2002, 2008/2009.

## Występy w afrykańskich pucharach
| Sezon | Rozgrywki                 | Runda    | Kraj                          | Klub                         | Dom | Wyjazd | Dwumecz      |
| ----- | ------------------------- | -------- | ----------------------------- | ---------------------------- | --- | ------ | ------------ |
| 1998  | Liga Mistrzów             | 1        | Demokratyczna Republika Konga | AS Vita Club                 | 4–1 | 0–2    | 4–3          |
| 1998  | Liga Mistrzów             | 2        | Angola                        | Atlético Petróleos de Luanda | 2–0 | 1–0    | 3–0          |
| 1998  | Liga Mistrzów             | gr. A    | Zimbabwe                      | Dynamos FC                   | 0–1 | 0–3    | 0–4          |
| 1998  | Liga Mistrzów             | gr. A    | Tunezja                       | Étoile Sportive du Sahel     | 2–1 | 0–5    | 2–6          |
| 1998  | Liga Mistrzów             | gr. A    | Ghana                         | Hearts of Oak                | 1–0 | 0–1    | 1–1          |
| 2002  | Puchar Zdobywców Pucharów | 1        | Kongo                         | AS Police Brazzaville        | 1–0 | 0–2    | 1–2          |
| 2005  | Liga Mistrzów             | wstępna  | Gwinea Równikowa              | Renacimiento FC              | 3–0 | 0–1    | 3–1          |
| 2005  | Liga Mistrzów             | 1        | Ghana                         | Hearts of Oak                | 4–0 | 1–2    | 5–2          |
| 2005  | Liga Mistrzów             | 2        | Wybrzeże Kości Słoniowej      | ASEC Mimosas                 | 1–0 | 0–1    | 1–1 (k. 3–5) |
| 2005  | Puchar Konfederacji       | play-off | Południowa Afryka             | Supersport United FC         | 4–1 | 2–2    | 6–3          |
| 2005  | Puchar Konfederacji       | gr. B    | Egipt                         | El Mokawloon SC              | 2–1 | 1–0    | 2–1          |
| 2005  | Puchar Konfederacji       | gr. B    | Egipt                         | Ismaily SC                   | 0–0 | 1–1    | 1–1          |
| 2005  | Puchar Konfederacji       | gr. B    | Gabon                         | FC 105 Libreville            | 3–0 | 3–2    | 6–2          |
| 2005  | Puchar Konfederacji       | finał    | Maroko                        | FAR Rabat                    | 1–0 | 0–3    | 1–3          |
| 2007  | Puchar Konfederacji       | 1        | Gambia                        | Hawks FC                     | 3–2 | 0–0    | 3–2          |
| 2007  | Puchar Konfederacji       | 2        | Maroko                        | Hassania Agadir              | 1–0 | 0–1    | 1–1 (k. 5–3) |
| 2007  | Puchar Konfederacji       | play-off | Togo                          | Maranatha FC                 | 2–0 | 2–1    | 4–1          |
| 2007  | Puchar Konfederacji       | gr. B    | Nigeria                       | Kwara United FC              | 2–0 | 0–0    | 2–0          |
| 2007  | Puchar Konfederacji       | gr. B    | Sudan                         | Al-Merreikh Omdurman         | 3–0 | 1–6    | 4–6          |
| 2007  | Puchar Konfederacji       | gr. B    | Egipt                         | Ismaily SC                   | 2–0 | 0–1    | 2–1          |
| 2008  | Puchar Konfederacji       | 1        | Senegal                       | Casa Sports                  | 2–1 | 0–0    | 2–1          |
| 2008  | Puchar Konfederacji       | 2        | Ghana                         | Asante Kotoko SC             | 2–0 | 1–4    | 3–4          |
| 2012  | Puchar Konfederacji       | wstępna  | Gwinea Równikowa              | CD Elá Nguema                | 3–0 | 3–0    | 6–0          |
| 2012  | Puchar Konfederacji       | 1        | Kamerun                       | Coton Sport FC de Garoua     | 2–1 | 0–1    | 2–2          |
| 2015  | Puchar Konfederacji       | wstępna  | Gwinea Równikowa              | Leones Vegetarianos FC       | 1–0 | 0–1    | 1–1 (k. 5–3) |
| 2015  | Puchar Konfederacji       | 1        | Tunezja                       | Club Africain                | –   | –      | –            |

## Stadion
Domowe mecze klub rozgrywał na stadionie o nazwie Liberation Stadium w Port Harcourt, który mógł pomieścić 5 tys. widzów.

## Reprezentanci kraju grający w klubie
Stan na styczeń 2023.
| - Bawa Heyman Abdullahi - Musa Abubakar - Mutiu Adegoke - Akim Ademofe - Robert Akaruye - Thankgod Amaefule - Emeka Atuloma - Sylvanus Ebiaku - Samuel Eduok - Chijioke Ejiogu - Taiwo Enegwea - Etim John Esim - Victor Ezeji - Emmanuel Godwin - Christopher Kanu - Sunday Mba - Momodu Mutairu - Okiemute Odah | - Chidi Odiah - Kunle Odunlami - Uche Oguchi - Seyi Ogunsanya - Ebenezer Ojo - Isiaka Olawale - Segun Oluwaniyi - Kelechi Osunwa - Igho Otegheri - Sunday Rotimi - Ayo Saka - Kingsley Salami - Wasiu Showemimo - Ishola Shuaibu - Eleta Kingsley - Mahamadou Ousseini - Yaovi Joseph Douhadji - Maurice Bassolé |